# Cymatoplex
Cymatoplex is een geslacht van vlinders van de familie spanners (Geometridae), uit de onderfamilie Geometrinae.

## Soorten
- C. halcyone Meyrick, 1889
- C. hypolichna Turner, 1910
- C. subpellucida Aurivillius, 1920